# Plasticsoep in de Indische Oceaan

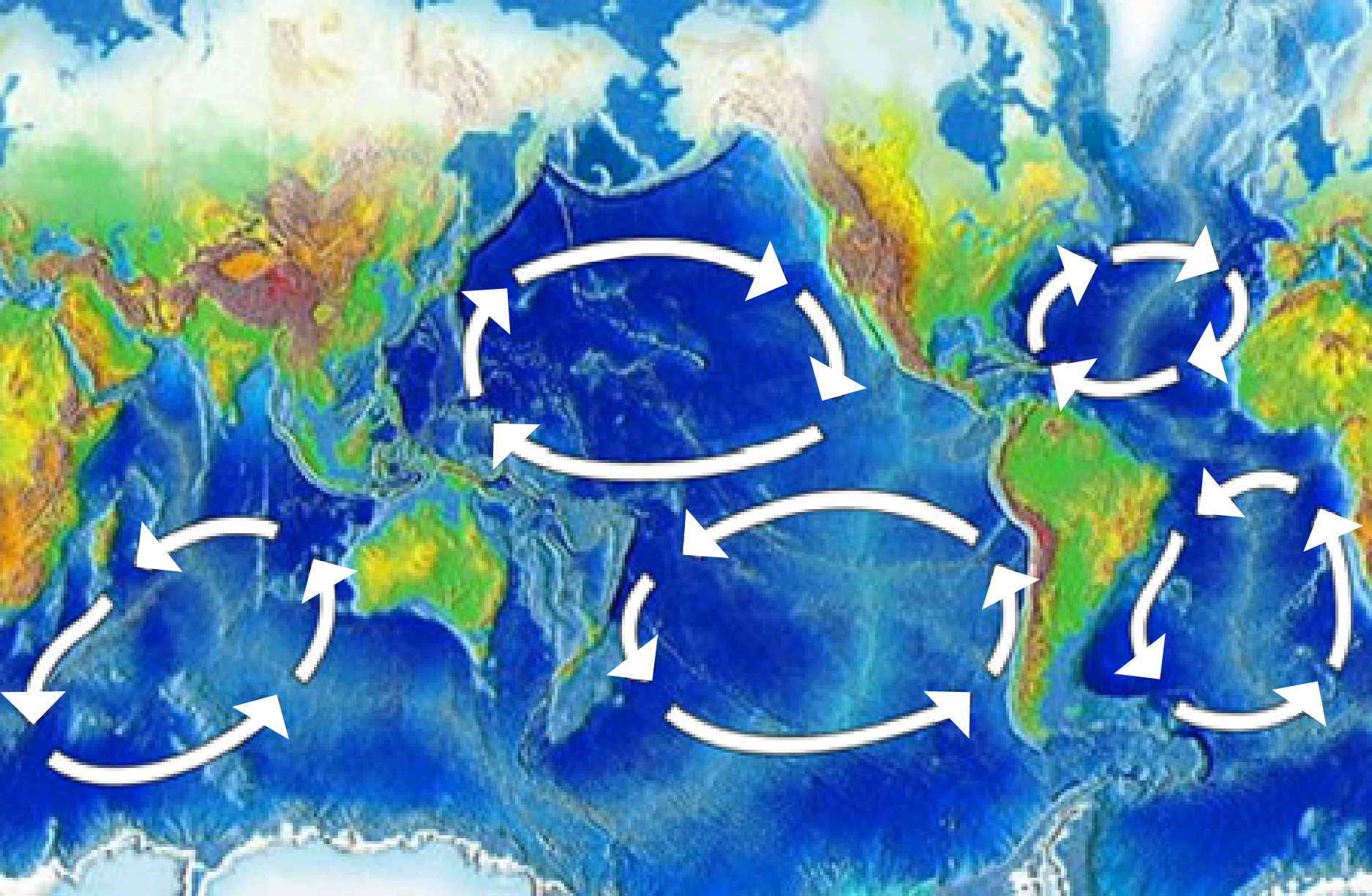
Een van de vijf plasticsoepen in de oceanen

De plasticsoep in de Indische Oceaan is een gebied van door de mens veroorzaakt zeeafval dat drijvend in de Indische Oceaan-gyre is aangetroffen. Deze plasticsoep werd ontdekt in 2010. De plasticsoep lijkt geen aaneengesloten afvalmassa te zijn. Net als met de andere vijf plasticsoepen breken de kunststoffen daarin af naar steeds kleinere deeltjes en naar samenstellende polymeren. Net als bij de andere plasticsoepen vormt het veld een verhoogd niveau van pelagische plastics, chemisch slib en ander afval; voornamelijk deeltjes die voor het blote oog onzichtbaar zijn. De concentratie afvaldeeltjes wordt geschat op ongeveer 10.000 deeltjes per vierkante kilometer.
Een soortgelijke drijvend plasticsoep is de plasticsoep in de Noordelijke Grote Oceaan en werd voorspeld in 1985 en ontdekt in 1997 door Charles J. Moore toen hij door de Noord-Pacifische gyre voer bij zijn terugkeer uit de Transpacific Yacht Race. De plasticsoep in de Noordelijke Atlantische Oceaan is in 2010 ontdekt.

## Ontdekking
Het bestaan van de plasticsoep in de Noordelijke Grote Oceaan, de eerste die werd ontdekt, werd voorspeld in een paper uit 1988 die werd gepubliceerd door de National Oceanic and Atmospheric Administration (NOAA). De voorspelling was gebaseerd op resultaten verkregen door verschillende in Alaska gevestigde onderzoekers tussen 1985 en 1988 die neustonisch plastic hadden gemeten in de noordelijke Stille Oceaan.
Onderzoek naar aangespoeld afval op stranden in en rond de Indische Oceaan suggereerde dat er ook plastics in de waterkolom in de Indische Oceaan zouden worden gevonden.
In 2010 ging het 5 Gyres-project van start op de eerste van zijn geplande reeks transoceanische reizen om te bepalen of de Zuid-Atlantische Oceaan, de Zuid-Pacifische Oceaan en de Indische Oceaan op dezelfde manier werden beïnvloed als de Noord-Pacifische en Noord-Atlantische wateren. Op de reis van de Indische Oceaan reisden ze tussen Perth in Australië en Port Louis in Mauritius (ten oosten van Madagaskar). Elk van de watermonsters die ze verzamelden in de 4.800 km tussen deze plaatsen bevatte plastic. Ze ontdekten dat de Zuid-Atlantische Oceaan, de Zuid-Pacifische Oceaan en de Indische Oceaan op dezelfde manier werden beïnvloed als de Noord-Pacifische en Noord-Atlantische wateren. Anna Cummins, medeoprichter van het 5 Gyres Instituut, noemde de vervuiling die aantroffen "een dunne plasticsoep".

## Actie om bewustzijn te creëren
Op 11 april 2013 richtte kunstenaar Maria Cristina Finucci The Garbage Patch State op bij UNESCO in Parijs om bewustzijn voor de plasticsoepen te creëren.